# Gary Graham
Gary Graham (6. června 1950 Long Beach, Kalifornie – 22. ledna 2024 Spokane) byl americký herec. Jeho pravděpodobně nejznámější rolí je detektiv Matthew Sikes v televizním seriálu Lebkouni (1989–1990), který byl následován pěti televizními filmy Lebkouni: Temná budoucnost (1994; Alien Nation: Dark Horizon), Lebkouni: Tělo a duše (1995; Alien Nation: Body and Soul), Lebkouni: Tisíciletí (1996; Alien Nation: Millenium), Lebkouni: Nedotknutelní (1996; Alien Nation: The Enemy Within) a Lebkouni: Dědictví Udary (1997; Alien Nation: The Udara Legacy).
Od začátku kariéry hrál ve více než čtyřiceti filmech a stejném množství televizních seriálů. Z filmů stojí za zmínku snímky Robot Jox, Správná hra, válečný film Tucet špinavců: Smrtelná mise nebo akční filmy Poslední válečník a Supertajná zbraň. K nejznámějším seriálům, ve kterých hostoval, patří Knots Landing, Detektiv Remington Steele, Měsíční svit, Odpadlík, Ally McBealová, Plastická chirurgie s. r. o. nebo Walker, Texas Ranger. Jako režisér debutoval na jaře 2007 s filmem Interviews.
Fanoušci Star Treku si ho pamatují především díky roli vulkánského velvyslance Sovala ze seriálu Star Trek: Enterprise, protože si ji během čtyř let zopakoval hned několikrát. Kromě toho ztvárnil vůdce komunity Ocampů Tanise v epizodě Studený oheň seriálu Star Trek: Vesmírná loď Voyager a Ragnara ve fanouškovské minisérii Star Trek: Of Gods and Men.
Gary Graham byl také hudebníkem, se svou vlastní kapelou Gary Graham Garage Band napsal a nahrál sadu pěti originálních písní na počest amerických vojáků, které se souhrnně nazývají American Rebel, Part one.